# 小野裕子
小野 裕子（おの ゆうこ、1983年2月17日 - ）は、ウェザーマップ所属の気象予報士。元大分放送（OBS）アナウンサー。

## 人物
長野県茅野市で生まれ、大分県大分市で育つ。自身のプロフィールでは大分県出身としている。
熊本大学工学部物質生命科学科を卒業後、2005年に大分放送に入社（同期入社は後藤なぎさ、米浜由圭）。2010年に気象予報士の資格を取得。また、続けて防災士の資格も取得。他に高等学校教諭第一種免許（工業）、IPCCリポートコミュニケーター、ジュニア野菜ソムリエの資格も持つ。血液型はO型。
2016年3月をもって大分放送を退社。同年5月からはウェザーマップに所属し、テレビ朝日気象デスクとして『ANNニュース』に出演。2017年4月より、『ANNスーパーJチャンネル』（日曜版）の天気コーナーを担当。2018年10月からは『ひるおび!』内で放送されるJNN NEWSで水曜の天気を担当している。

## 出演番組

### テレビ
TBSテレビ
- ひるおび!（JNN NEWS、2018年10月3日 -） - 水曜天気担当[10]

TBS NEWS（ニュース専門チャンネル）
- TBSニュースワイド
- ニュース&天気
- たっぷり天気[1]

### 過去の出演番組

#### テレビ
テレビ朝日
- ANNニュース（不定期）- 気象ニュース解説[1]
- ANNスーパーJチャンネル（2017年4月9日 - 12月31日） - 日曜版天気コーナー担当[5][9]

大分放送
- OBSイブニングニュース お天気コーナー（月 - 金、2010年3月 - 2016年3月25日[1][11]）
- OBSニュースライン・お天気コーナー（月 - 水）
- OBSテレビらんラン
- 旬感!3ch[1]

#### ラジオ
大分放送
- OBSラジオ図書館（土）
- 廣道純のNever Give UP!!（土）
- おはなしの森
- サタデー サウンドブリーズ「小粋な旅」（土）
- 週刊こどもラジ王（日）
- 日曜アナラジ（日）